# Ramos da ciência
Os ramos da ciência, também chamados de "disciplinas científicas", são as ciências físicas, as ciências da vida e as ciências da terra e elas são comumente divididas em três grupos principais:
- Ciências formais: o estudo científico da lógica, da matemática, que usa uma metodologia a priori, em oposição à empírica.
- Ciências naturais: o estudo científico dos fenômenos naturais (incluindo fatores cosmológicos, geológicos, físicos, químicos e biológicos do universo). As ciências naturais podem ser divididas em dois ramos principais: ciências físicas e ciências da vida (ou ciências biológicas).
- Ciências sociais: o estudo científico do comportamento humano em seus aspectos sociais e culturais.[3]